# アンドレイ・セルジュコフ
アンドレイ・ニコラエヴィチ・セルジュコフ（ロシア語: Андрей Николаевич Сердюков、1962年3月4日 - ）は、ロシア連邦軍の大将。
2013年にセルジュコフは南部軍管区の副司令官となり、その後参謀長に就任した。この地位にある間、セルジュコフはロシア連邦によるクリミア併合で部隊を率い、ドンバスのロシア軍部隊を指揮した。2016年10月にロシア空挺軍の司令官となり、2022年6月に解任されるまで同職を務めた。

## 来歴

### ソ連軍歴
ロシアの公式情報筋によると、セルジュコフは1962年3月4日にロストフ州タツィンスキー地区ウグレゴルスキーで生まれた。他の情報源によると、彼はアムウローシイウカで生まれた。 1983年にリャザン空挺軍大学を卒業し、第104親衛空挺師団連隊偵察中隊の偵察小隊長となり、その後副中隊長、中隊長、参謀長、副大隊長、大隊長と昇進していった。

### ロシア軍歴
1993年、セルジュコフはフルンゼ軍事大学を卒業した後、第76親衛空挺師団の連隊の副連隊長になり、第一次チェチェン戦争に従軍した。1995年、セルジュコフは同師団の第237親衛空挺連隊の指揮を執った。1997年から1998年にかけて、同師団の第104親衛空挺連隊の参謀長、副連隊長、および連隊長を務めた。その後、同師団の副師団長に就任。
セルジュコフは、コソボのロシア軍部隊の副旅団長を1年間務めた。コソボでは、ロシア軍とNATO平和維持軍が対立したプリシュティナ空港事件に参加した。
セルジュコフはチェチェン共和国で2回の1年ローテーションを務めた。
2002年3月10日、セルジュコフはレニングラード軍管区の第138独立親衛自動車化狙撃旅団の旅団長代理に就任した。彼は2002年7月11日に旅団長就任が確認され、2003年6月9日まで同旅団を指揮した。2004年6月から2007年まで、セルジュコフは第106親衛空挺師団の師団長を務めていた。
2009年に参謀本部軍事アカデミーを卒業した後、セルジュコフは第5諸兵科連合軍の副司令官に就任し、2011年1月に同連合軍の司令官に昇進。
2013年2月、セルジュコフは南部軍管区の副司令官に就任した。2013年10月4日、セルジュコフは南部軍管区の参謀長及び第一副司令官に就任した。

### クリミアとドンバス (2014-2015年)
セルジュコフは、2014年春のロシアによるクリミア併合でロシア軍を率いた。セルジュコフはコードネーム「セドフ」を用いて、2015年8月にドンバスでロシア軍グループを指揮した。
2022年6月時点で、セルジュコフはオーストラリアの「自治制裁 (指定された人物と団体、および宣言された人物 - ウクライナ) リスト 2014」に掲載されていた。

### 空挺軍司令官 (2016-)
2016年10月4日、セルジュコフはウラジーミル・シャマノフ大将の後任としてロシア空挺軍の司令官に任命され、10月10日にセルゲイ・ショイグ国防相から空挺旗を授与された。

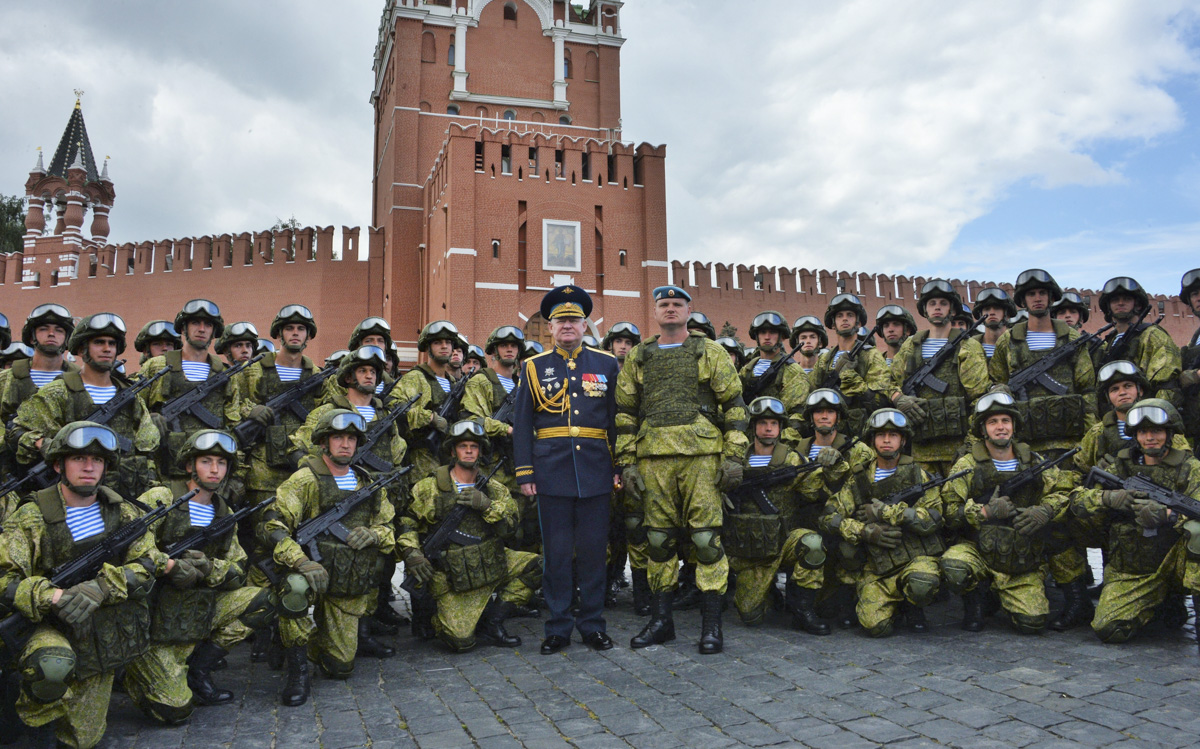
2020年の空挺部隊の日、スパスカヤ・バシニャの前で並ぶ空挺部隊員とその中心にいるセルジュコフ将軍。

2017年9月15日、ムルマンスク州のR21高速道路で空挺演習を監督中のセルジュコフが乗っていたミニバンにシボレー・ラノスが衝突し、衝撃でミニバンが数回ひっくり返った。この衝突事故は4日後にロシアのメディアで報道され、セルジュコフは頭部と脊髄が損傷する重傷を負い、北方艦隊の第1469海軍軍病院の集中治療室に運ばれたが、命に別状はないと報じられた。空挺部隊副司令官のウラジーミル・コチェトコフ少将も骨折し、衝突したシボレー・ラノスを運転していた男は死亡した。セルジュコフは11月15日までに回復し、空挺部隊の軍事評議会の議長を務めた。

### シリア (2019年)
2019年4月10日から2019年9月下旬まで、シリア内戦へのロシアの軍事介入でシリアに向かったロシア軍部隊の司令官を務めた。

### カザフスタンへのCSTO平和維持軍 (2022年)
2022年1月7日、カザフスタンのCSTO平和維持軍の司令官に任命された。

### ロシアのウクライナ侵攻 (2022年)
2022年2月2日、フィナンシャル・タイムズは、ロシア軍がウクライナに派遣される場合、派遣されるロシア軍部隊の指揮官になるとの噂を報じた。
2022年6月19日、オデッサ軍民広報官のセルヒー・ブラチュクは、ウラジーミル・プーチンがセルジュコフを解任したと報告した。これは、ロシアのメディア報道によって確認された。後任にはミハイル・テプリンスキー大将が就任した。

### その後
2022年6月16日、南部軍管区司令官に任命されたと報じられた。
2023年、シリア派遣部隊司令官に任命されたことがわかった。

## 賞
セルジュコフは以下の賞を受賞している。
- ロシア連邦英雄（2016年） [28]
- 3等・4等祖国貢献勲章（剣付）
- アレクサンドル・ネフスキー勲章
- 勇敢勲章
- 名誉勲章
- 3等ソ連軍祖国貢献勲章
- 武功勲章
- ロシア連邦名誉軍事専門家